# Abdelhamid Sabiri
Abdelhamid Sabiri (Goulmima, 28 november 1996) is een Marokkaans voetballer die doorgaans speelt als aanvallende middenvelder. Hij verruilde in 2023 UC Sampdoria voor ACF Fiorentina. Sabiri debuteerde in 2022 in het Marokkaans voetbalelftal.

## Clubcarrière
Sabiri speelde onder meer bij TuS Koblenz, SV Darmstadt 98 en Sportfreunde Siegen. In 2016 werd hij overgenomen door FC Nürnberg, toen uitkomend in de 2. Bundesliga. In negen competitiewedstrijden wist hij vijfmaal te scoren. Dat leverde hem in augustus 2017 een transfer op naar Huddersfield Town die het seizoen voordien de promotie naar de Premier League wist binnen te halen. Op 11 september 2017 maakte hij zijn competitiedebuut op het terrein van West Ham United. Een kwartier voor tijd kwam hij Elias Kachunga vervangen maar kon niet voorkomen dat de wedstrijd met 2–0 werd verloren.

## Clubstatistieken
| Seizoen | Club                | Competitie     | Competitie | Competitie | Beker | Beker | Internationaal | Internationaal | Totaal | Totaal |
| Seizoen | Club                | Competitie     | Wed.       | Dlp.       | Wed.  | Dlp.  | Wed.           | Dlp.           | Wed.   | Dlp.   |
| ------- | ------------------- | -------------- | ---------- | ---------- | ----- | ----- | -------------- | -------------- | ------ | ------ |
| 2015/16 | Sportfreunde Siegen | OL Westfalen   | 30         | 18         | 2     | 2     | —              | —              | 32     | 20     |
| 2016/17 | FC Nürnberg         | 2. Bundesliga  | 9          | 5          | 0     | 0     | —              | —              | 9      | 5      |
| 2017/18 | Huddersfield Town   | Premier League | 5          | 0          | 5     | 0     | —              | —              | 10     | 0      |
| 2018/19 | Huddersfield Town   | Premier League | 2          | 0          | 1     | 0     | —              | —              | 3      | 0      |
| Totaal  | Totaal              | Totaal         | 46         | 23         | 8     | 2     | 0              | 0              | 54     | 25     |

Bijgewerkt op 10 april 2019.

## Interlandcarrière
Sabiri kwam op 16 oktober 2018 voor het eerst uit voor een nationaal jeugdteam. Met Duitsland U21 speelde hij tegen Ierland U21 en gaf een assist aan Levin Öztunali die de 2–0 eindstand op het bord plaatste.